# Sophie Menter
Sophie Menter (Monaco di Baviera, 29 luglio 1846 – Stockdorf, 23 febbraio 1918) è stata una pianista e compositrice tedesca, studentessa preferita di Franz Liszt.
A Parigi veniva chiamata l'incarnation de Liszt per il suo stile esecutivo robusto ed elettrizzante ed era considerata una delle più grandi virtuose di pianoforte del suo tempo.

## Biografia
Sophie Menter nacque a Monaco, figlia del violoncellista Josef Menter e della cantante Wilhelmine Menter (nata Diepold). Studiò pianoforte con Sigmund Lebert e successivamente con Friedrich Niest. A 15 anni suonò il Konzertstück in fa minore per pianoforte e orchestra di Carl Maria von Weber sotto la direzione di Franz Lachner.
Le sue prime apparizioni in concerto la portarono a Stoccarda, a Francoforte e in Svizzera, e nel 1867 fu acclamata per la sua interpretazione della musica per pianoforte di Liszt al Gewandhaus di Lipsia. A Berlino Menter conobbe il famoso pianista Carl Tausig; divenne allieva di Liszt nel 1869 dopo aver studiato con Tausig e Hans von Bülow.
Mentre studiava a Berlino nel 1870, la pianista americana Amy Fay rimase colpita dalla Menter, che descrisse «molto celebrata e capace di suonare in modo superbo». «La invidiavo terribilmente», scrisse Fay in Music Study in Germany, e  «Suona tutto a memoria e ha una bellissima concezione. Ha tenuto il suo concerto completamente da sola, tranne per qualcuno che ha cantato alcune canzoni, e alla fine [Karl] Tausig ha suonato con lei un duetto per pianoforti, prendendo lui il secondo pianoforte.»
Tra il 1872 e il 1886 fu sposata con il violoncellista David Popper, dal quale ebbe una figlia di nome Celeste. Nel 1881 apparve per la prima volta in Inghilterra e due anni dopo le fu conferita la carica di membro onorario della Royal Philharmonic Society. Nel 1883 divenne professoressa di pianoforte al Conservatorio di San Pietroburgo ma lo lasciò nel 1886 per continuare a tenere concerti.
Grazie alla sua popolarità, Menter ebbe successo con musiche che nessun altro pianista avrebbe toccato. Ciò includeva il Concerto per pianoforte e orchestra n. 1 di Liszt, che suonò a Vienna nel 1869, 12 anni dopo la disastrosa prima in quella città. Una delle sue specialità era un pezzo intitolato Rhapsodies: questo era un composto di tre delle rapsodie ungheresi di Liszt, le numero 2, 6 e 12, insieme a frammenti di molte altre. Compose anche vari brani per pianoforte, principalmente in uno stile brillante, ma definì il proprio talento compositivo come "miserabile".

## Critica
Liszt descrisse Menter come «la mia unica figlia pianista»; proclamò che «nessuna donna può eguagliarla» e ammirò soprattutto la sua «mano che canta». Il critico Walter Nieman descrisse il suo stile come «una miscela di virtuosismo ed eleganza; un tono lisztiano grandioso, rotondo e pieno; un temperamento focoso; un peso maschile sui tasti; anima, spirito e tecnica si fondono in armonia e unione.»
George Bernard Shaw, che ascoltò Menter nel 1890, scrisse che «produce un effetto di magnificenza che lascia Paderewski molto indietro... Mme Menter sembra suonare con splendida rapidità, eppure non suona mai più velocemente di quanto l'orecchio possa seguire, come molti musicisti possono e fanno; ed è la chiarezza dell'attacco e dell'intenzione data a ciascuna nota che rende la sua esecuzione così irresistibilmente impetuosa.»
Anche Čajkovskij conosceva bene Menter, dedicandole la partitura completa della sua Fantasia da concerto (sebbene il precedente arrangiamento per pianoforte sia dedicato ad Anna Esipova). Mentre soggiornava con lei in Austria nel settembre 1892, ne orchestrò l'Ungarische Zigeunerweisen (Concerto in stile ungherese ) per pianoforte e orchestra; diresse anche l'opera alla prima rappresentazione, tenutasi a Odessa quattro mesi dopo.